# Kepler-412 b
Kepler-412 b (также KOI-202 b и KIC 7877496 b) — экзопланета, обращающаяся вокруг звезды Kepler-412 в созвездии Лебедя на расстоянии около (1 056 ± 36) пк от Земли. Планета является представителем горячих газовых гигантов.

## Открытие
Наличие планет в системе звезды Kepler-412 b заподозрено еще в феврале 2011 года. Кривая блеска звезды демонстрировала четкий транзитный сигнал глубиной около 1 % и продолжительностью 2,1 часа, что говорило о возможном наличии рядом с ней транзитной планеты-гиганта. Группа европейских учёных принялась исследовать это и 28 января 2014 года в Архиве электронных препринтов появилась статья, сообщающая об открытии и характеристиках планеты.

## Характеристики планеты
Kepler-412 b — горячий газовый гигант, обращающийся вокруг звезды Kepler-412 на расстоянии (0,029 6 ± 0,000 8) а.е. Период обращения вокруг звезды составляет 1,720 86 суток. Эксцентриситет орбиты составляет всего 0,003 8 ε. Большая полуось равна 0,0295 9 а.е. Масса планеты оценивается в (0,94 ± 0,085) масс Юпитера, а радиус (1,325 ± 0,043) радиуса Юпитера, что говорит о средней плотности (0,50 ± 0,05) г/см3.

### Ядро
Сравнив параметры Kepler-412 b с моделями внутреннего строения других сильно нагретых планет-гигантов, учёные обнаружили, что планета содержит заметное количество тяжёлых элементов. По мнению учёных, масса ядра планеты достигает (31 ± 11) масс Земли или (11 ± 4) % от массы всей планеты.

### Альбедо и температура
Полученные данные о Kepler-412 b позволили определить температуру дневного полушария — она равна (2 380 ± 40) К, что очень близко к эффективной температуре (2 336 ± 17) К в предположении нулевого альбедо и неэффективного переноса тепла на ночную сторону планеты.Альбедо планеты составляет всего (1,3+1,7/-1,3) %, если считать излучение дневного полушария чисто тепловым, и (9,4 ± 1,5) % — если считать его полностью отраженным. Но, вероятнее всего, верное альбедо равно среднему значению предположенных, т.е. 3—6 %, что очень и очень мало. Высокой оказалась температура ночного полушария планеты Kepler-412 b — (2 154 ± 83) К, что приводит к выводу, что атмосфера планеты нагревается не только звездным светом, но и неизвестными внутренними источниками.

## Родительская звезда
Kepler-412 (KOI-202, KIC 7877496) представляет собой звезду спектрального класса G3 V. Масса звезды составляет (1,17 ± 0,09) солнечной, радиус равен (1,29 ± 0,04) солнечного, а температура равна (5 750 ± 90) кельвинам. Видимая звёздная величина равна 13,73. Возраст звезды составляет (5,1 ± 1,7) млрд лет. Расстояние от Солнца равно (1 056 ± 36) пк. Звезда находится в созвездии Лебедя.